# Aghin Kajarani Gjuch
Aghin Kajarani Gjuch – wieś w Armenii, w prowincji Szirak. W 2011 roku liczyła 72 mieszkańców.